# Neanderthal 1
Neanderthal 1 (также Feldhofer 1, Neandertal 1, «Неандерталь 1») — принятое в научной литературе наименование номенклатурного типа (голотипа) биологического вида Homo neanderthalensis. Ископаемые останки были обнаружены в гроте Фельдхофер в середине августа 1856 года в долине Неандерталь, части долины реки Дюссель, в области Бергишенланд, в 13 км к востоку от Дюссельдорфа, и в 1864 году были впервые описаны в научном журнале под названием, под которым известны до сих пор. Эти останки, однако, не был первыми обнаруженными останками данного вида: значение более ранних находок (Engis 2 и Gibraltar 1) на момент их обнаружения не было признано важным, поэтому этим находкам не было присвоено каких-либо отдельных наименований, которые затем могли бы дать название виду.
Ископаемые останки Neanderthal 1 с 1877 года являются экспонатом музея земли Рейнланд в Бонне, датируются возрастом 39 900 ± 620 лет до настоящего времени. В 2000 году раскопки продолжились, и было обнаружено ещё 40 человеческих зубов и фрагментов костей, в том числе часть височной и скуловой костей, которые можно было прикрепить точно к верхней части черепа. Осколок кости можно было точно сопоставить с левой бедренной костью в области колена. С 2000 года ископаемые останки второго индивида, обнаруженные в данном месте и определённые как останки неандертальца, получили наименование Neanderthal 2 или Feldhofer 2 (датируется возрастом 39 240 ± 670 л. н.).
В 1997 году смогли получить митохондриальную ДНК из плечевой кости типового образца Neanderthal 1 — первого в истории образца мтДНК неандертальца. Митохондриальных геномы поздних неандертальцев Feldhofer 1, Goyet Q57-1 из бельгийской пещеры Гойе в Бельгии и Vindija 33.25 из хорватской пещеры Виндия отличаются только одной парой оснований (bp) от митохондриальной ДНК неандертальца из бельгийского грота Фондс-де-Форе.
Для расшифровки генома неандертальца было отобрано шесть образцов кости от пяти неандертальских особей, происходящих с четырёх стоянок: образцы двух неандертальцев Feldhofer 1 и Feldhofer 2 из грота Фельдхофер (Германия), образцы Vindija 33.25 и Vindija 33.16 (возраст ~44 тыс. л. н.) из пещеры Виндия (Хорватия), образец Sidron 1253 (возраст ~49 тыс. л. н.) из пещеры Эль-Сидрон (Испания) и образец Mezmaiskaya 1 (возраст 60−70 тыс. л. н.) из пещеры Мезмайская (Россия).